# Senyei Károly
Senyei Károly (Schmidt Károly) (Pest, 1854. január 15. – Budapest, 1919. február 7.) magyar szobrász.

## Élete
Budapesten, Bécsben és Münchenben tanult, majd 1886-ban visszaköltözött Budapestre. Elsősorban zsáner- és épületdíszítő szobrokat készített. Számos művet készített a budavári királyi palota számára, ezek: a főhomlokzat timpanonjának szoborcsoportja (elpusztult), az Oroszlános udvarban Háború és Béke, a dunai homlokzat előtt Halászó gyerekek kútja (1900 körül), a Habsburg-teremben III. Károly-, Mária Terézia-, I. Ferenc József-, Erzsébet királyné-mellszobor, a nádori kriptában: gyermeksírokon angyalkák. Budapesti köztéri művei közé tartoznak: Vízcsorgató gyermekek kútja (1896, 2001, Vigadó tér), gr. Buttler János (1903, a Ludovika Akadémia parkjában, 2005-től a Hadtörténeti Múzeum udvarán), gr. Pálffy János (1905, Körönd, lebontva, raktárban áll), a Műegyetem főbejárata előtt négy allegorikus alak (1908, elpusztult). Legjobb művei közé sorolják a volt Kúria (ma Néprajzi Múzeum) oromzatán álló Trigát, a Millenniumi emlékmű I. (Szent) István (1911) és II. Endre (1912) szobrát. Szobrai közül több a budapesti Kiscelli Múzeumban és a Magyar Nemzeti Galériában áll.
Ő tervezte a New York-palota oldalán lévő, 14 lámpatartó faun alakját is.

## Képek

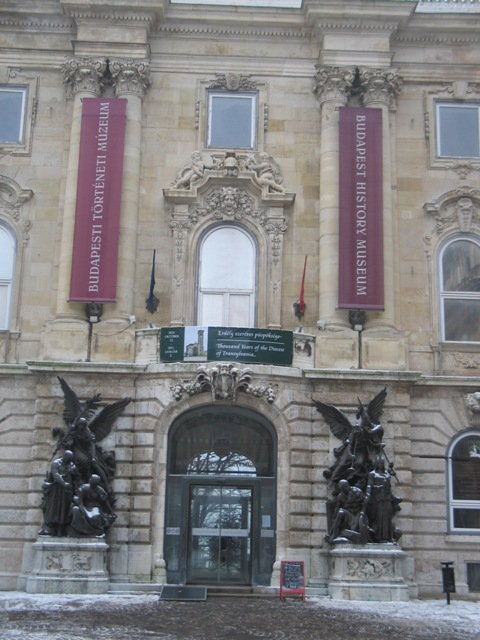
Háború és Béke, Budavári Palota
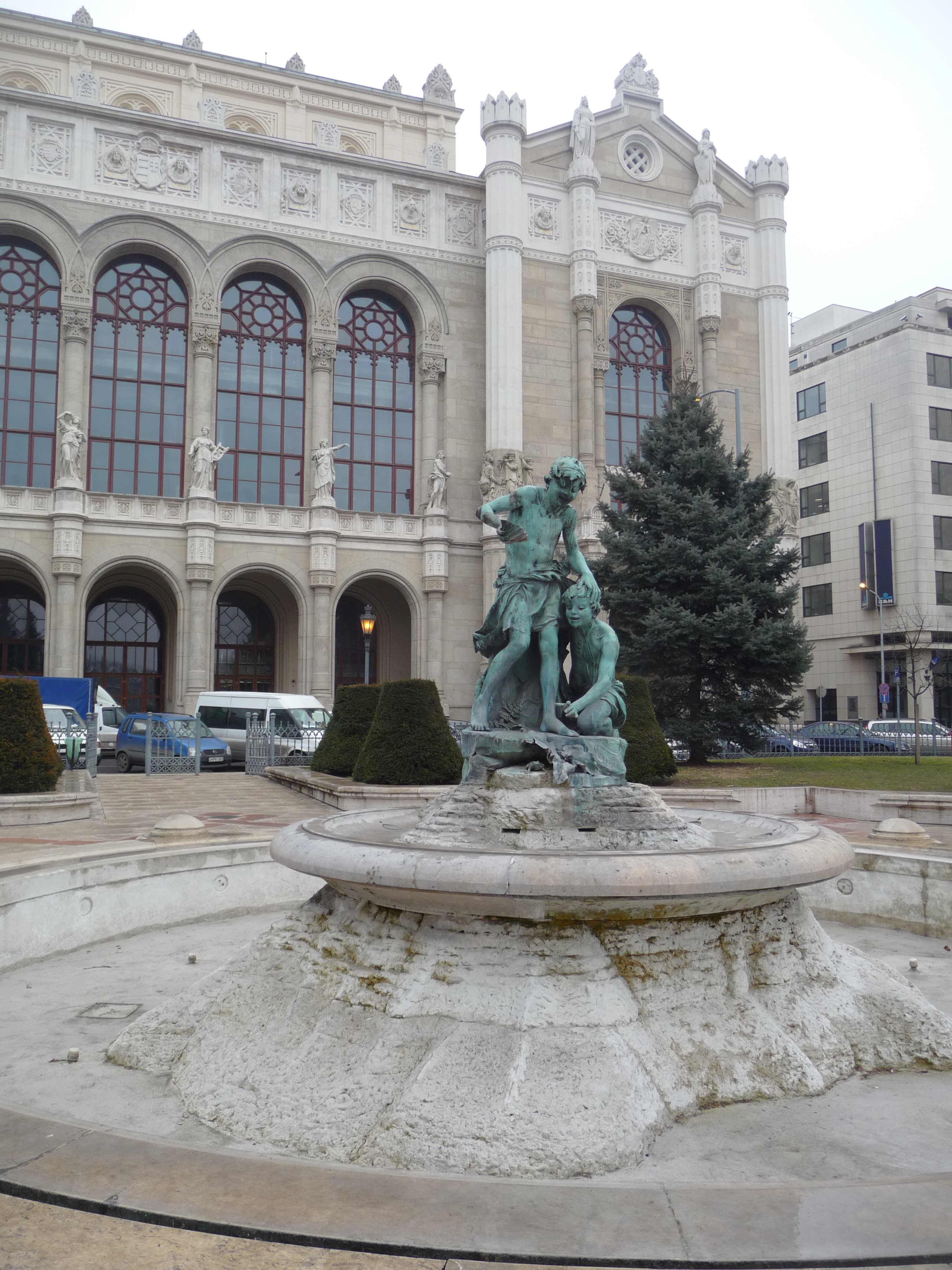
Vízcsorgató gyermekek kútja, Budapest, Vigadó tér
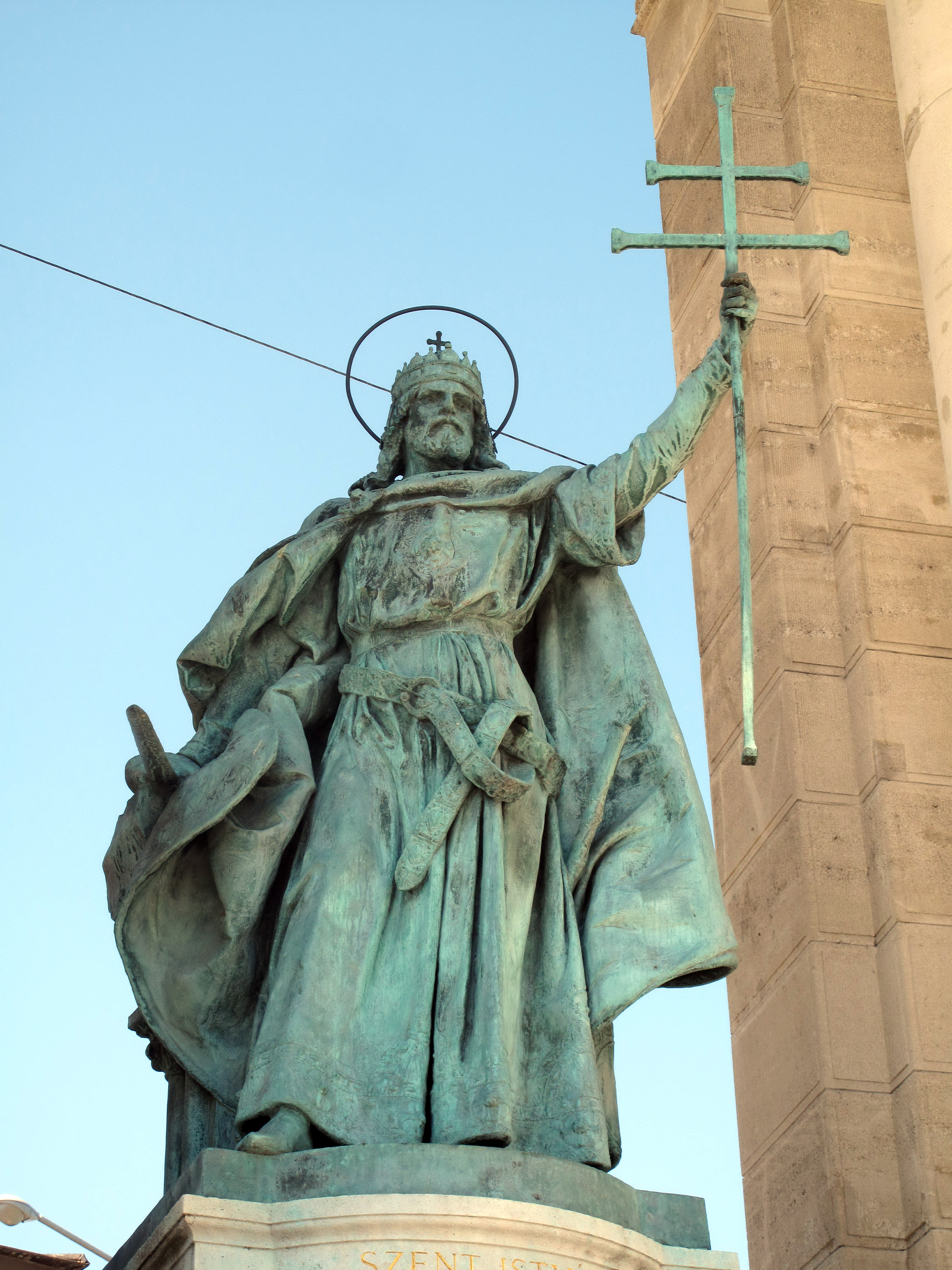
I. (Szent) István, Millenniumi emlékmű
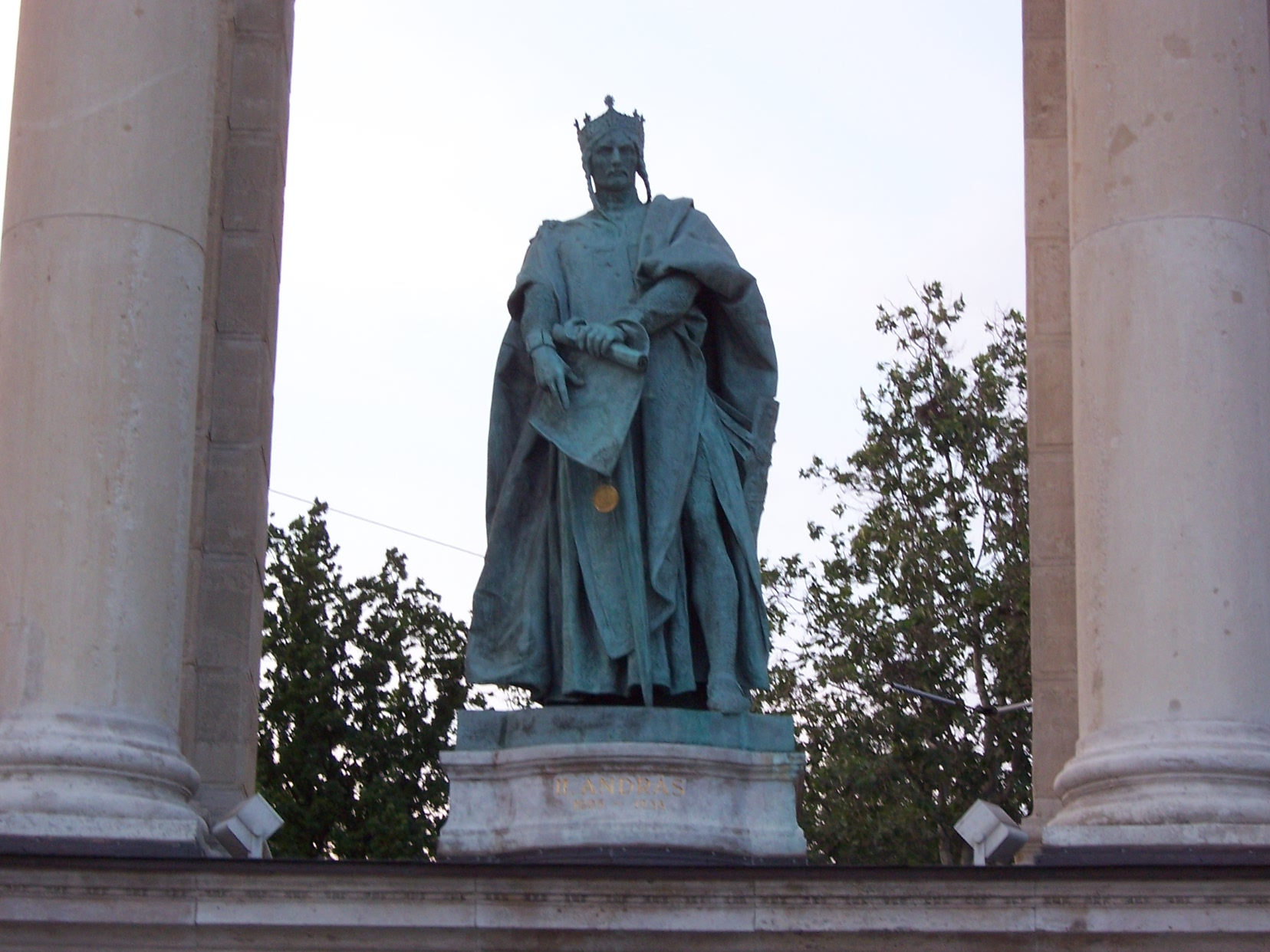
II. András, Millenniumi emlékmű
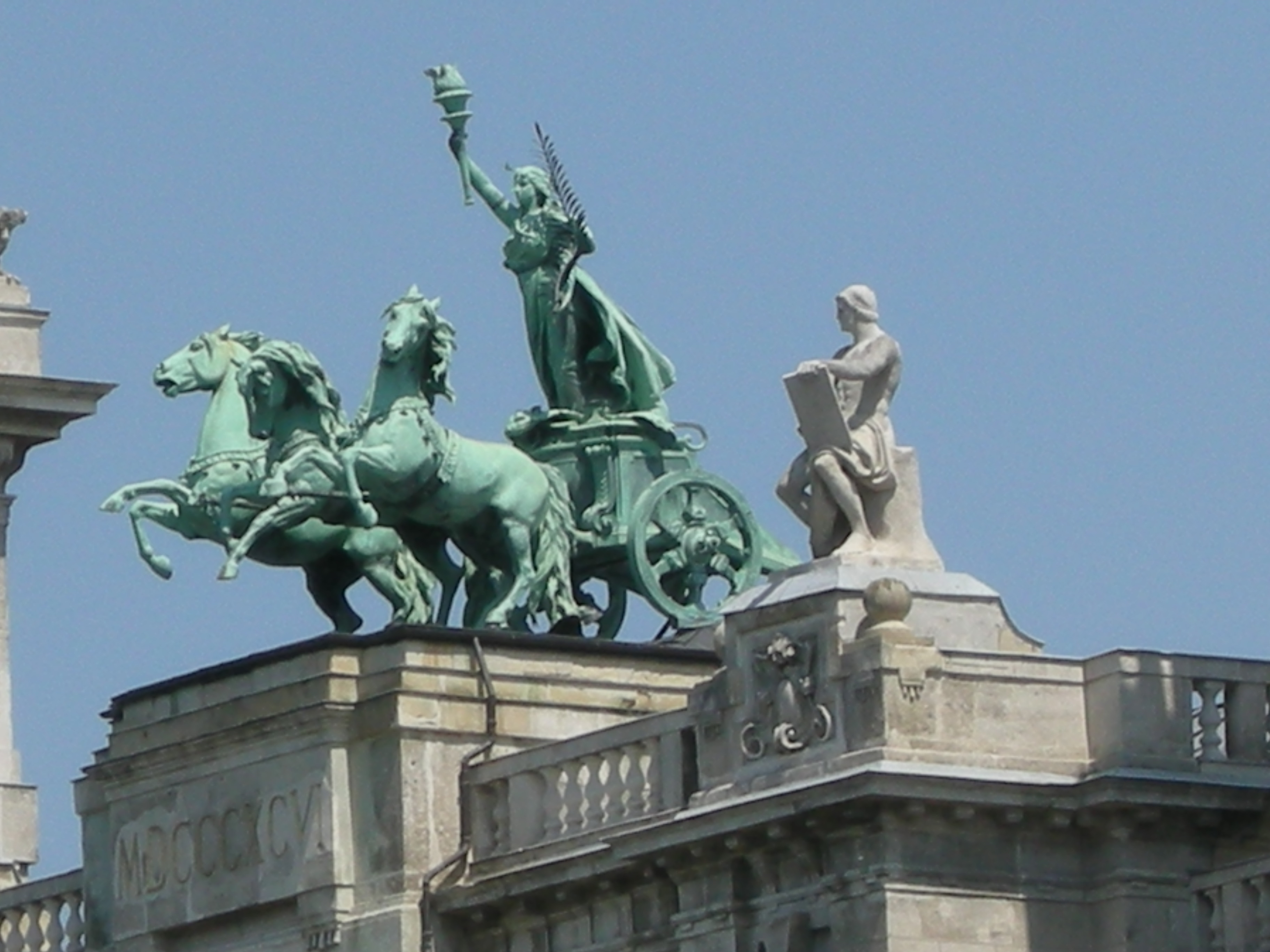
Triga, Néprajzi Múzeum (Budapest)
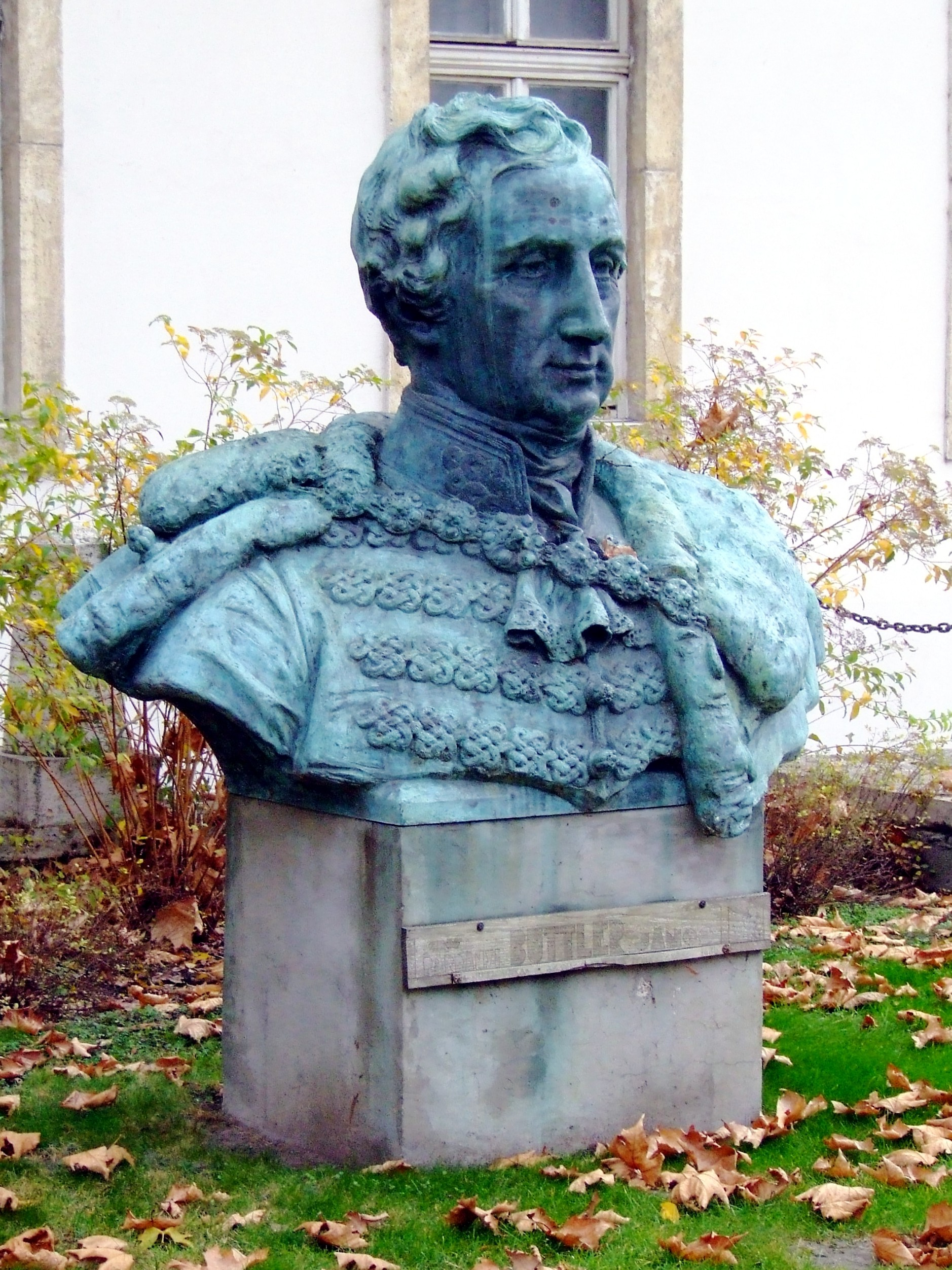
Buttler János, Hadtörténeti Múzeum